# Franky Chan
Franky Chan (* 17. März 1965) ist ein ehemaliger Snookerspieler aus Hongkong, der zwischen 1990 und 1996 für sechs Saisons Profispieler war. In dieser Zeit erreichte er das Viertelfinale der Belgian Challenge 1991 und der Strachan Open 1992 sowie Rang 42 der Snookerweltrangliste.

## Karriere
In der zweiten Hälfte der 1980er-Jahre begann Chann, regelmäßig an internationalen Turnieren teilzunehmen. Bei der Asienmeisterschaft 1988 und der Amateurweltmeisterschaft 1989 konnte er dabei jeweils das Halbfinale erreichen. Zusätzlich wurde er auch zu verschiedenen Profiturnieren eingeladen, insbesondere zum Hong Kong Masters. Schließlich durfte er an den Professional Play-offs 1990 teilnehmen, wo er sich mit einem Sieg über Mike Darrington für die Profitour qualifizierte. Chan legte einen durchaus fulminanten Start hin, auch wenn er regelmäßig recht früh aus Turnieren ausschied. Allerdings erreichte er bei den Asian Open 1990 und dem Dubai Classic 1990 das Achtelfinale sowie bei der Belgian Challenge 1991 und den Strachan Open 1992 das Viertelfinale. Dadurch wurde er nach zwei Spielzeiten auf Platz 42 der Weltrangliste geführt. Danach konnte Chan aber kaum mehr Spiele gewinnen. Mitte 1994 zog er sich vom Profisnooker zurück, nachdem er auf Platz 118 abgerutscht war. Eine Saison später ohne angetretene Spiele stürzte Chan auf Platz 310, was ihn dazu veranlasste, seine Karriere offiziell zu beenden.
Chan ist mit Ken Doherty befreundet, mit dem er während seiner Profikarriere zusammen in London wohnte. Die beiden blieben auch nach Chans Karriereende in Kontakt.

## Erfolge
| Ausgang         | Jahr | Turnier                | Finalgegner     | Ergebnis |
| --------------- | ---- | ---------------------- | --------------- | -------- |
| Amateurturniere |      |                        |                 |          |
| Sieger          | 1990 | Professional Play-offs | Mike Darrington | 10:7     |